# Syracuse Nationals 1962-1963
La stagione 1962-63 dei Syracuse Nationals fu la 14ª nella NBA per la franchigia.
I Syracuse Nationals arrivarono secondi nella Eastern Division con un record di 48-32. Nei play-off persero la semifinale di division con i Cincinnati Royals (3-2).

## Roster
| N° | Naz.                   | Ruolo | Sportivo          | Anno | Alt. | Peso |
| -- | ---------------------- | ----- | ----------------- | ---- | ---- | ---- |
| 4  | Stati Uniti (bandiera) | AC    | Dolph Schayes     | 1928 | 201  | 88   |
| 5  | Stati Uniti (bandiera) | G     | Paul Neumann      | 1938 | 185  | 79   |
| 10 | Stati Uniti (bandiera) | AC    | Red Kerr          | 1932 | 206  | 104  |
| 12 | Stati Uniti (bandiera) | A     | Joe Roberts       | 1936 | 198  | 97   |
| 14 | Stati Uniti (bandiera) | G     | Porter Meriwether | 1940 | 188  | 82   |
| 14 | Stati Uniti (bandiera) | GA    | Ben Warley        | 1940 | 196  | 91   |
| 15 | Stati Uniti (bandiera) | GA    | Hal Greer         | 1936 | 188  | 79   |
| 20 | Stati Uniti (bandiera) | A     | Dave Gambee       | 1937 | 198  | 98   |
| 21 | Stati Uniti (bandiera) | G     | Larry Costello    | 1931 | 185  | 84   |
| 22 | Stati Uniti (bandiera) | A     | Lee Shaffer       | 1939 | 201  | 100  |
| 23 | Stati Uniti (bandiera) | AC    | Len Chappell      | 1941 | 203  | 109  |
| 24 | Stati Uniti (bandiera) | G     | Al Bianchi        | 1932 | 191  | 84   |
| 25 | Stati Uniti (bandiera) | GA    | Chet Walker       | 1940 | 198  | 96   |

## Staff tecnico
- Allenatore: Alex Hannum